# Bence Pongrácz
Bence Pongrácz (23 de septiembre de 1999) es un deportista húngaro que compite en judo. Ganó una medalla de bronce en el Campeonato Europeo de Judo de 2024, en la categoría de –66 kg.

## Palmarés internacional
| Campeonato Europeo | Campeonato Europeo | Campeonato Europeo | Campeonato Europeo |
| Año                | Lugar              | Medalla            | Categoría          |
| ------------------ | ------------------ | ------------------ | ------------------ |
| 2024               | Zagreb (Croacia)   | Medalla de bronce  | –66 kg             |